# Championnat d'Angleterre de hockey sur gazon
Le Championnat d'Angleterre de hockey sur gazon, actuellement connu sous le nom de Men's England Hockey League est une compétition de hockey sur gazon organisée par England Hockey qui regroupe des équipes masculines d'Angleterre et du Pays de Galles.

## Format 2021-2022
La saison commence en septembre de chaque année et est interrompue par la saison de hockey en salle de novembre à février. À partir de mars, la saison extérieure se poursuivra. La ligue est jouée par onze équipes qui s'affrontent une fois à la phase régulière et deux fois lors des play-offs. Les équipes de 1 à 6 s'affrontent deux fois pour deux places en Euro Hockey League tandis que les équipes de 7 à 11 s'affrontent deux fois pour une place pour la relégation en Division One.

## Clubs de la saison 2021-2022
| Équipe                  | Ville / Commune                    | Terrain                      |
| ----------------------- | ---------------------------------- | ---------------------------- |
| Surbiton                | Long Ditton / Surrey               | Sugden Road                  |
| Hampstead & Westminster | Maida Vale                         | Paddington Recreation Ground |
| Old Georgians           | Addlestone                         | Collège St George            |
| Wimbledon               | Wimbledon / Londres                | École King's College         |
| Holcombe                | Rochester / Kent                   | Holcombe Park                |
| Beeston                 | Beeston / Nottinghamshire          | Nottingham Hockey Centre     |
| East Grinstead          | East Grinstead / Sussex de l'Ouest | East Grinstead Sports Club   |
| Oxted                   | Oxted                              | École d'Oxted                |
| Brooklands              | Sale / Grand Manchester            | Brooklands Sports Club       |
| Exeter University       | Exeter                             | Streatham Campus             |
| Durham University       | Durham                             | The Graham Sports Centre     |

## Liste des champions
| Saison    | Champions                   | Vice-champions          |
| --------- | --------------------------- | ----------------------- |
| 1974-1975 | Bedfordshire Eagles (1)     | Southgate               |
| 1975-1976 | Slough (1)                  | Bury St Edmunds YMCA    |
| 1976-1977 | Southgate (1)               | Bedfordshire Eagles     |
| 1977-1978 | Southgate (2)               | Trojans                 |
| 1978-1979 | Isca (1)                    | Neston                  |
| 1979-1980 | Slough (2)                  | Westcliff               |
| 1980-1981 | Slough (3)                  | Westcliff               |
| 1981-1982 | Slough (4)                  | Cambridge City          |
| 1982-1983 | Slough (5)                  | Fareham                 |
| 1983-1984 | Neston (1)                  | Lyons                   |
| 1984-1985 | East Grinstead (1)          | Slough                  |
| 1985-1986 | East Grinstead (2)          | Isca                    |
| 1986-1987 | Slough (6)                  | Old Loughtonians        |
| 1987-1988 | Southgate (3)               | Stourport               |
| 1988-1989 | Southgate (4)               | Havant                  |
| 1989-1990 | Hounslow (1)                | East Grinstead          |
| 1990-1991 | Havant (1)                  | Indian Gymkhana         |
| 1991-1992 | Havant (2)                  | Hounslow                |
| 1992-1993 | Hounslow (2)                | Southgate               |
| 1993-1994 | Havant (3)                  | Hounslow                |
| 1994-1995 | Teddington (1)              | Reading                 |
| 1995-1996 | Cannock (1)                 | Reading                 |
| 1996-1997 | Reading (1)                 | Teddington              |
| 1997-1998 | Cannock (2)                 | Canterbury              |
| 1998-1999 | Cannock (3)                 | Southgate               |
| 1999-2000 | Canterbury (1)              | Cannock                 |
| 2000-2001 | Reading (2)                 | Surbiton                |
| 2001-2002 | Reading (3)                 | Surbiton                |
| 2002-2003 | Cannock (4)                 | Reading                 |
| 2003-2004 | Cannock (5)                 | Reading                 |
| 2004-2005 | Cannock (6)                 | Reading                 |
| 2005-2006 | Cannock (7)                 | Surbiton                |
| 2006-2007 | Reading (4)                 | Cannock                 |
| 2007-2008 | Reading (5)                 | East Grinstead          |
| 2008-2009 | East Grinstead (2)          | Reading                 |
| 2009-2010 | East Grinstead (3)          | Beeston                 |
| 2010-2011 | Beeston (1)                 | East Grinstead          |
| 2011-2012 | Reading (6)                 | East Grinstead          |
| 2012-2013 | Beeston (2)                 | Surbiton                |
| 2013-2014 | Beeston (3)                 | East Grinstead          |
| 2014-2015 | Wimbledon (1)               | East Grinstead          |
| 2015-2016 | Wimbledon (2)               | Reading                 |
| 2016-2017 | Surbiton (1)                | Wimbledon               |
| 2017-2018 | Surbiton (2)                | Hampstead & Westminster |
| 2018-2019 | Hampstead & Westminster (1) | Surbiton                |
| 2019-2020 | Surbiton (3)                | Hampstead & Westminster |
| 2021-2022 | Old Georgians (1)           | Wimbledon               |